# Ilha de Mocanguê
Ilha de Mocanguê localiza-se no interior da baía de Guanabara, em Niterói, estado do Rio de Janeiro, no Brasil. É constituída por duas ilhas conjugadas, conhecidas por Mocanguê Grande e Mocanguê Pequena. Na pequena se localizava o estaleiro e as oficinas da Companhia de Navegação Lloyd Brasileiro, a grande sempre pertenceu à Marinha. Quando se decidiu incorporar a Base Naval do Rio de Janeiro, aterrou-se o canal que separava as ilhas.
A ilha pequena foi doada à Marinha do Brasil pelo Governo Federal em dezembro de 1973. Nela foi estabelecida, em julho de 1977, a Estação Naval do Rio de Janeiro, extinta em maio de 1986 para dar lugar à base naval, integrada por uma série de Organizações Militares voltadas para a capacitação de pessoal para o exercício de cargos e funções na Marinha do Brasil.